# Bewährungshelfer
Ein Bewährungshelfer wird einem verurteilten Straftäter zur Aufsicht und Hilfestellung von Amts wegen zur Seite gestellt, wenn die Vollstreckung der Jugendstrafe oder Freiheitsstrafe oder eines Strafrestes zur Bewährung ausgesetzt wird oder Führungsaufsicht (vgl. §§ 68, 68a StGB) angeordnet wird. Nach Jugendstrafrecht Verurteilte werden grundsätzlich einem Bewährungshelfer unterstellt (§ 29 JGG). Bei Erwachsenen obliegt die Entscheidung, einen Bewährungshelfer zu bestellen, dem Gericht. Bei Verurteilten unter 27 Jahren, die zu einer Freiheitsstrafe von mehr als 9 Monaten verurteilt werden, ist die Bestellung eines Bewährungshelfers der Regelfall (§ 56d Abs. 2 StGB).
Der Bewährungshelfer steht im Rahmen der Bewährungshilfe dem Verurteilten laut Strafgesetzbuch (§ 56d StGB) „helfend und betreuend zur Seite“. Er überwacht im Einvernehmen mit dem Gericht die Erfüllung der im Urteil ausgesprochenen Auflagen und Weisungen, beispielsweise die Teilnahme an einer Suchttherapie oder die Erfüllung gemeinnütziger Arbeit. Gröbliche oder beharrliche Verstöße gegen solche Auflagen teilt der Bewährungshelfer dem Gericht mit.
Neben dieser Kontrollfunktion gehört zu den Angeboten der Bewährungshelfer die individuelle Lebensberatung – beispielsweise bei familiären Problemen – sowie die Unterstützung bei der Wohnungs- und Arbeitssuche, bei der Überwindung von Sucht und Verschuldung sowie im Umgang mit Behörden. Es gibt hauptamtliche und ehrenamtliche Bewährungshelfer. Voraussetzung für die Tätigkeit als Bewährungshelfer sind ein Studium der Sozialen Arbeit und die staatliche Anerkennung. 
In den meisten Bundesländern nehmen Bewährungshelfer auch gleichzeitig die Aufgaben der Führungsaufsicht sowie der Gerichtshilfe wahr.
Organisatorisch ist die Bewährungshilfe in Deutschland der Justiz der Bundesländer zugeordnet. In Baden-Württemberg war die Bewährungshilfe bis Ende 2016 an eine gemeinnützige GmbH delegiert.

## Zeitschrift
- Bewährungshilfe. Soziales, Strafrecht, Kriminalpolitik. ISSN 0405-6779 Hg. DBH-Fachverband für Soziale Arbeit, Strafrecht und Kriminalpolitik, Köln; Archiv der Zeitschrift: seit 1954 bis 2014, mit Jahresinhaltsangabe